# Protocolo Bitcoin

Un diagrama de una transferencia de bitcoin.

El protocolo Bitcoin es el conjunto de reglas que rigen el funcionamiento de Bitcoin. Sus componentes y principios clave son: una red descentralizada de  igual a igual sin supervisión central; la tecnología blockchain, un libro de contabilidad público que registra todas las transacciones de Bitcoin; minería y prueba de trabajo, el proceso para crear nuevos bitcoins y verificar transacciones; y seguridad criptográfica.
Los usuarios transmiten mensajes firmados criptográficamente a la red utilizando el software debilletera de criptomonedas Bitcoin. Estos mensajes son transacciones propuestas, cambios que se realizarán en el libro mayor. Cada nodo tiene una copia del historial completo de transacciones del libro mayor. Si una transacción viola las reglas del protocolo Bitcoin, se ignora, ya que las transacciones solo ocurren cuando toda la red llega a un consenso de que deben realizarse. Este "consenso total de la red" se logra cuando cada nodo de la red verifica los resultados de una operación de prueba de trabajo llamada minería. La minería empaqueta grupos de transacciones en bloques y produce un código hash que sigue las reglas del protocolo Bitcoin. Crear este hash requiere energía costosa, pero un nodo de red puede verificar que el hash sea válido usando muy poca energía. Si un minero propone un bloque a la red y su hash es válido, el bloque y los cambios en su libro mayor se agregan a la cadena de bloques y la red pasa a transacciones aún no procesadas. En caso de disputa, se considerará correcta la cadena más larga. En promedio, se crea un nuevo bloque cada 10 minutos.
Los cambios en el protocolo Bitcoin requieren consenso entre los participantes de la red. El protocolo Bitcoin ha inspirado la creación de muchas otras monedas digitales y tecnologías basadas en blockchain, lo que lo convierte en una tecnología fundamental en el campo de las criptomonedas.

## Cadena de bloques
La tecnología Blockchain es un libro de contabilidad digital descentralizado y seguro que registra transacciones a través de una red de computadoras. Garantiza transparencia, inmutabilidad y resistencia a manipulaciones, lo que dificulta la manipulación de datos. Blockchain es la tecnología subyacente de criptomonedas como Bitcoin y tiene aplicaciones más allá de las finanzas, como la gestión de la cadena de suministro y los contratos inteligentes.

### Transacciones

la mejor cadenaconsta de la serie más larga de registros de transacciones del bloque génesisal bloque o registro actual. Registros huérfanosexisten fuera de la mejor cadena.

La red requiere una estructura mínima para compartir transacciones. Una red descentralizada de voluntarios ad hoc es suficiente. Los mensajes se transmiten según el máximo esfuerzo y los nodos pueden abandonar y volver a unirse a la red a voluntad. Al reconectarse, un nodo descarga y verifica nuevos bloques de otros nodos para completar su copia local de la cadena de bloques.

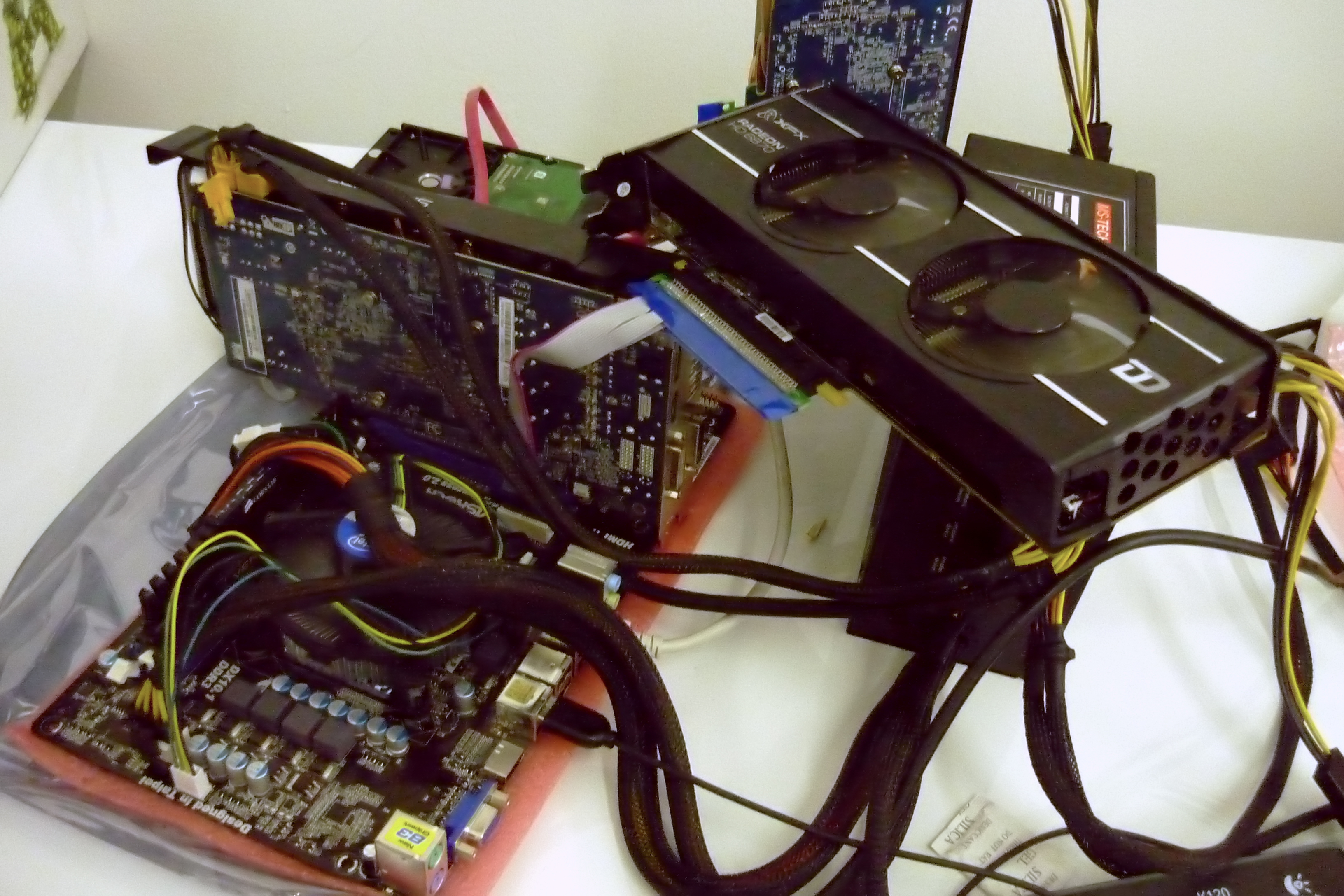
Plataforma de minería basada en GPU, 2012

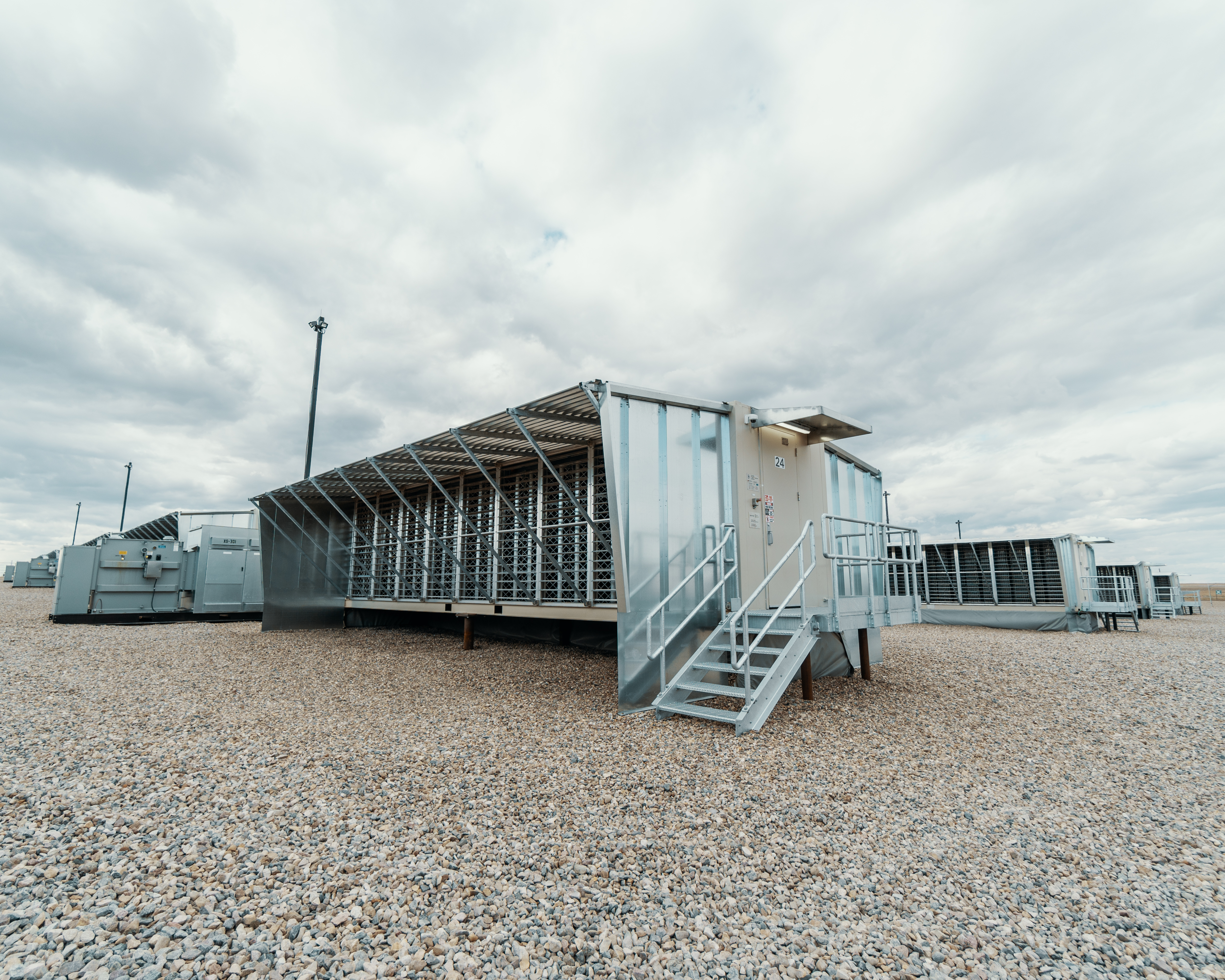
Una granja minera de bitcoin, 2018

Bitcoin utiliza un sistema de prueba de trabajo o de prueba de transacción para formar un servidor de marca de tiempo distribuido como una red peer to peer. Este trabajo a menudo se denomina minería de Bitcoin. Durante la minería, prácticamente toda la potencia computacional de la red Bitcoin se utiliza para resolver tareas criptográficas, lo que constituye una prueba de trabajo. Su propósito es garantizar que la generación de bloques válidos implique una cierta cantidad de esfuerzo para que la modificación posterior de la cadena de bloques, como en el escenario de ataque del 51%, pueda descartarse prácticamente. Debido a la dificultad, los mineros forman "fondos de minería" para obtener pagos a pesar de estos altos requisitos de potencia, costosas implementaciones de hardware y hardware bajo control. Como resultado de la prohibición china de la minería de bitcoin en 2021, Estados Unidos posee actualmente la mayor participación de los grupos de minería de bitcoin.
Exigir una prueba de trabajo para aceptar un nuevo bloque en la cadena de bloques fue la innovación clave de Satoshi Nakamoto. El proceso de minería implica identificar un bloque que, cuando se procesa dos veces con SHA-256, produce un número menor que el objetivo de dificultad dado. Si bien el trabajo promedio requerido aumenta en proporción inversa al objetivo de dificultad, un hash siempre se puede verificar ejecutando una sola ronda de doble SHA-256.
Para la red de marcas de tiempo de Bitcoin, una prueba de trabajo válida se encuentra incrementando un nonce hasta que se encuentra un valor que le da al hash del bloque la cantidad requerida de bits cero iniciales. Una vez que el hash ha producido un resultado válido, el bloque no se puede cambiar sin rehacer el trabajo. A medida que se encadenan bloques posteriores, el trabajo para cambiar el bloque incluiría rehacer el trabajo para cada bloque subsiguiente. Si hay una desviación en el consenso entonces puede ocurrir una bifurcación de la cadena de bloques.
El consenso mayoritario en Bitcoin está representado por la cadena más larga, que requirió la mayor cantidad de esfuerzo para producirse. Si la mayoría del poder computacional está controlado por nodos honestos, la cadena honesta crecerá más rápido y superará a cualquier cadena competidora. Para modificar un bloque pasado, un atacante tendría que rehacer la prueba de trabajo de ese bloque y todos los bloques posteriores y luego superar el trabajo de los nodos honestos. La probabilidad de que un atacante más lento los alcance disminuye exponencialmente a medida que se agregan bloques posteriores.

La dificultad de la minería ha aumentado significativamente.

Para compensar el aumento de la velocidad del hardware y el interés variable en ejecutar nodos a lo largo del tiempo, la dificultad de encontrar un hash válido se ajusta aproximadamente cada dos semanas. Si los bloques se generan demasiado rápido, la dificultad aumenta y se requieren más hashes para crear un bloque y generar nuevos bitcoins.

### Dificultad y grupos de minería

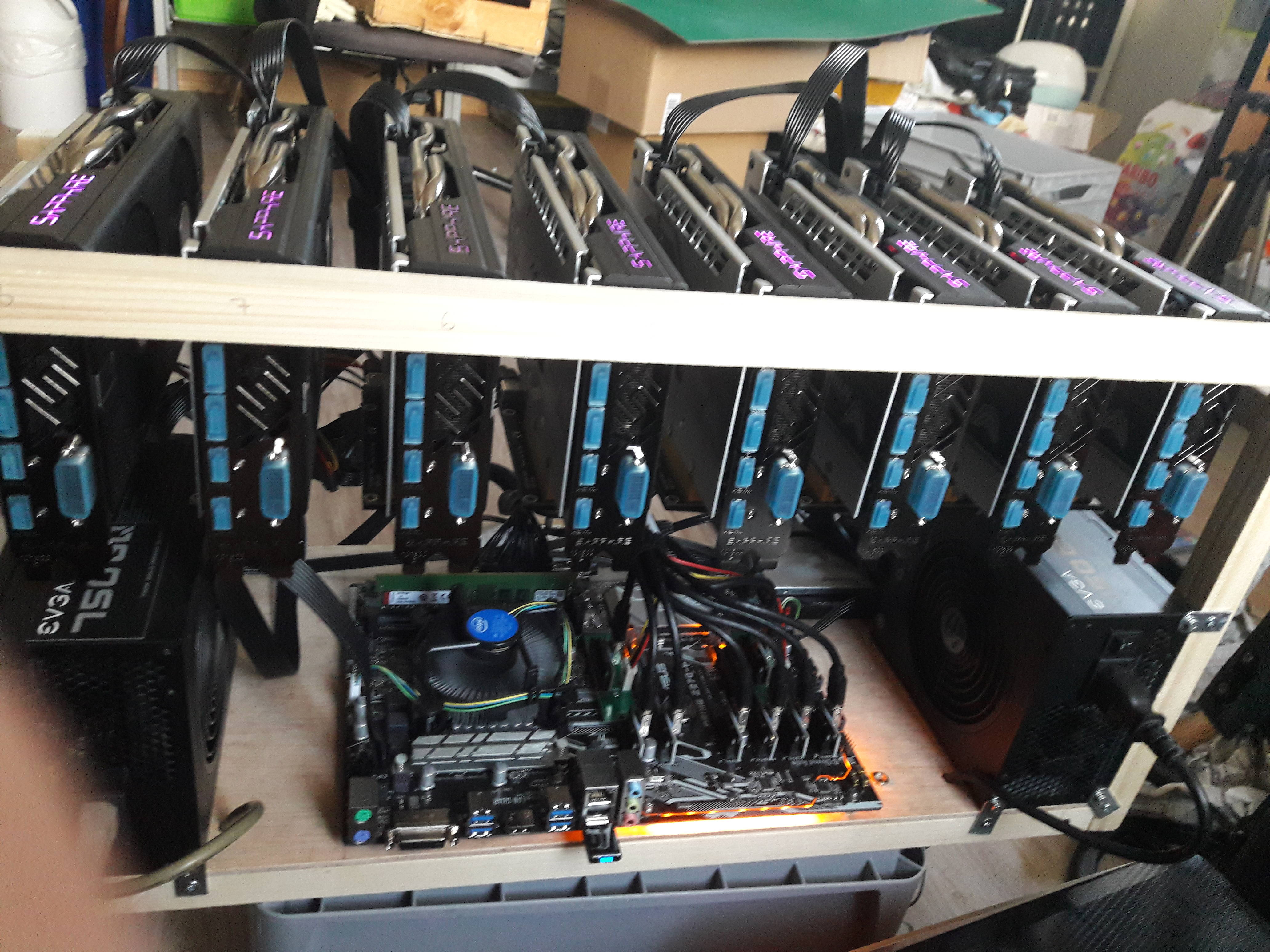
Los primeros mineros de Bitcoin usaban GPU para minar, ya que eran más adecuadas para el algoritmo de prueba de trabajo que las CPU.

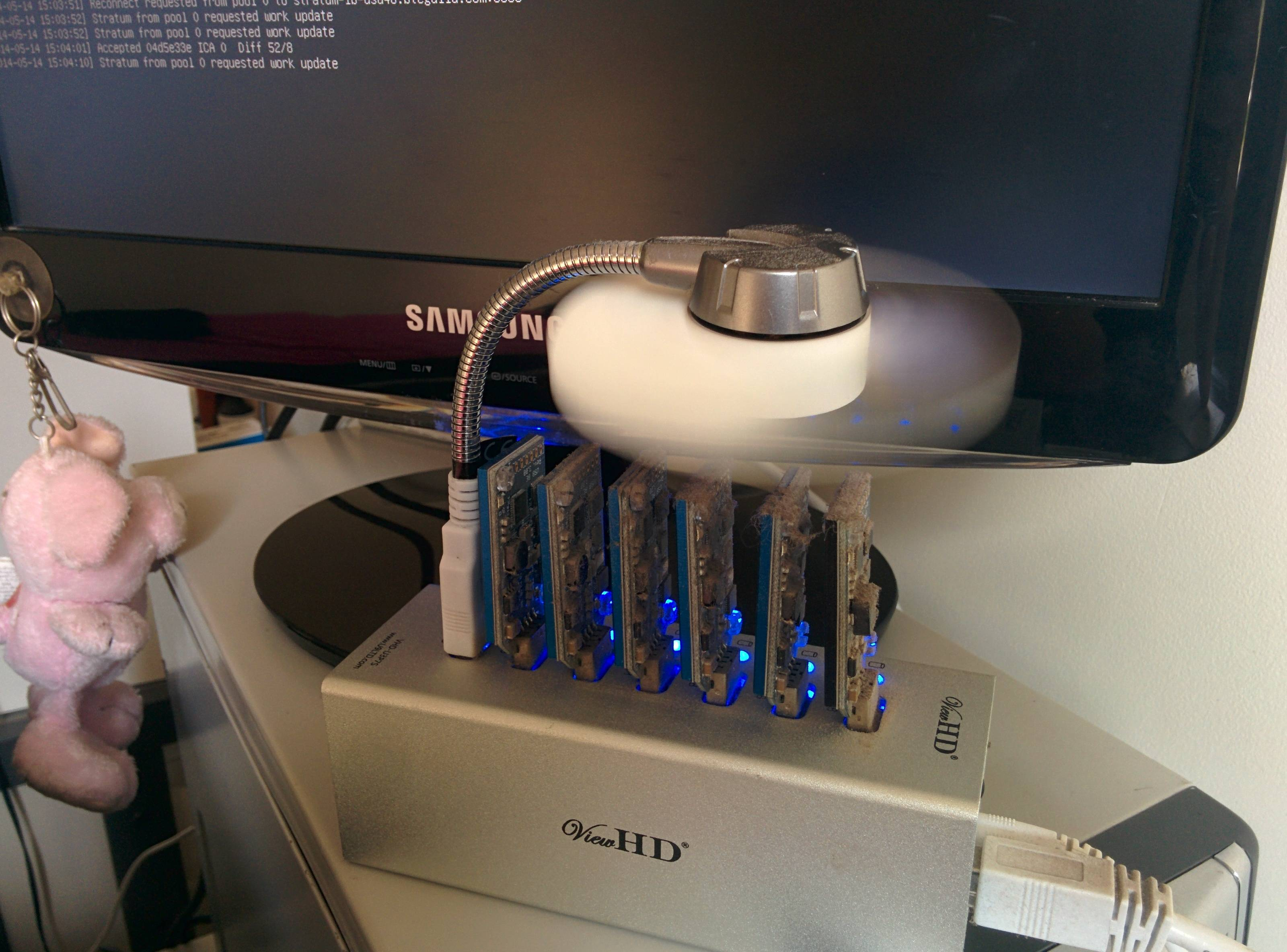
Más tarde, los aficionados minaron bitcoins con chips FPGA y ASIC especializados. Las fichas que se muestran en la imagen se han vuelto obsoletas debido a la creciente dificultad.

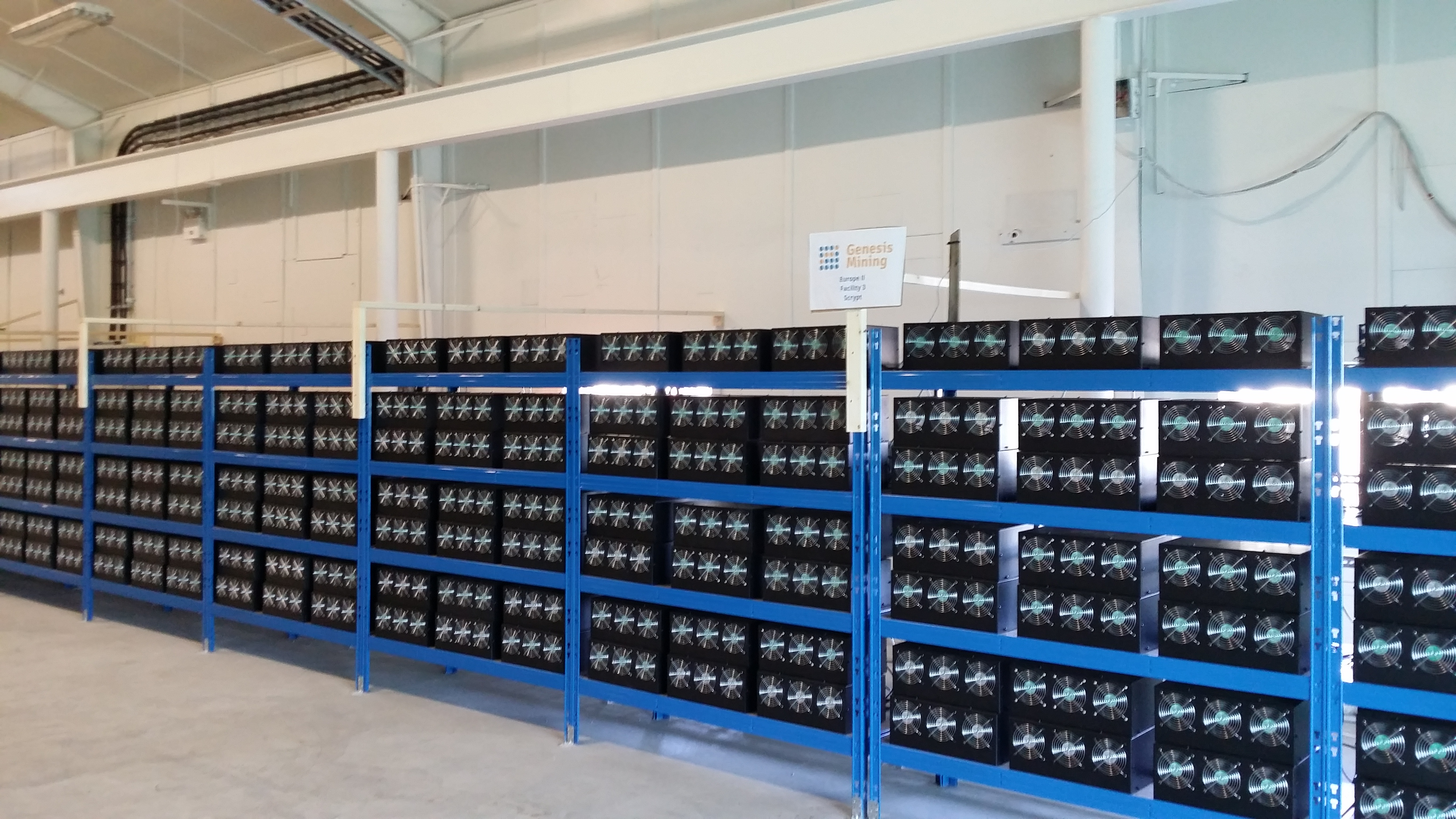
Hoy en día, las empresas mineras de Bitcoin dedican instalaciones a albergar y operar grandes cantidades de hardware de minería de alto rendimiento.

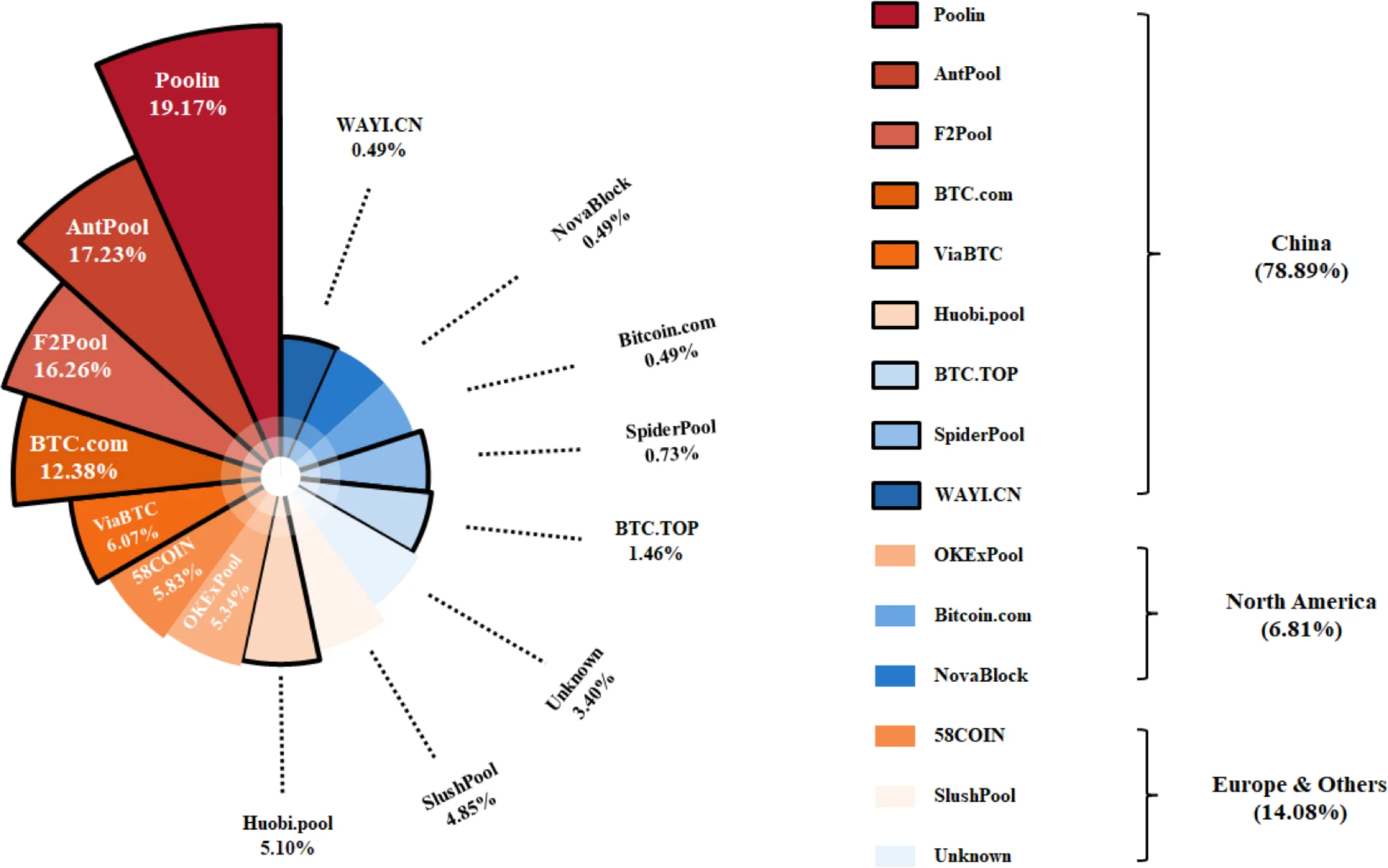
Los grupos de minería de Bitcoin más grandes a abril de 2020 por nación en la que se basan los grupos

La minería de Bitcoin es una actividad competitiva. Se ha observado una "carrera armamentista" a través de las diversas tecnologías de hashing que se han usado para minar bitcoins: se han usado unidades centrales de procesamiento (CPU) básicas, unidades de procesamiento gráfico (GPU) de alta gama, matrices de puertas programables en campo (FPGA) y circuitos integrados de aplicaciones específicas (ASIC), cada una de las cuales reduce la rentabilidad de la tecnología menos especializada. Los ASIC específicos de Bitcoin son ahora el método principal de minería de Bitcoin y han superado la velocidad de la GPU hasta 300 veces. La dificultad del proceso de minería se ajusta periódicamente a la potencia de minería activa en la red. A medida que los bitcoins se han vuelto más difíciles de minar, las empresas fabricantes de hardware informático han visto un aumento en las ventas de productos ASIC de alta gama.
La potencia informática suele agruparse o "poolarse" para reducir la variación en los ingresos de los mineros. Las plataformas mineras individuales a menudo tienen que esperar largos períodos para confirmar un bloque de transacciones y recibir el pago. En un pool, todos los mineros participantes reciben un pago cada vez que un servidor participante resuelve un bloque. Este pago depende de la cantidad de trabajo que cada minero contribuyó para ayudar a encontrar ese bloque y del sistema de pago utilizado por el grupo.

### Efectos medioambientales

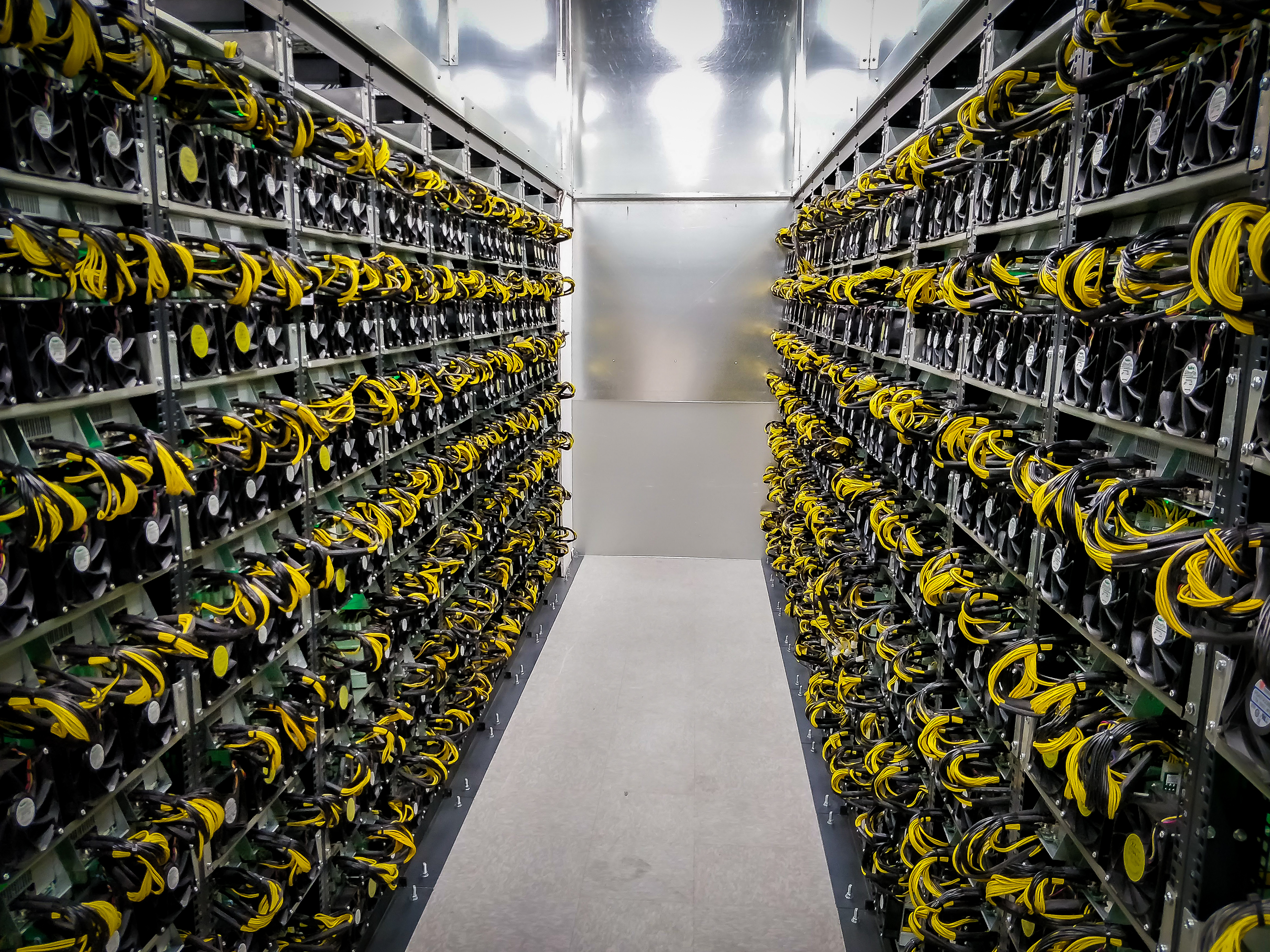
Instalaciones de minería de bitcoin, Québec, Canadá

El impacto ambiental de Bitcoin es significativo. La minería de Bitcoin, el proceso mediante el cual se crean los bitcoins y se finalizan las transacciones, consume mucha energía y produce emisiones de carbono, ya que aproximadamente la mitad de la electricidad utilizada en 2025 se generó a través de combustibles fósiles. Además, los bitcoins se extraen en hardware informático especializado, lo que genera desechos electrónicos. Los académicos sostienen que la minería de bitcoin podría respaldar el desarrollo de energías renovables al utilizar el excedente de electricidad proveniente de fuentes eólicas y solares. El impacto ambiental de Bitcoin ha atraído la atención de los reguladores, lo que ha dado lugar a incentivos o restricciones en varias jurisdicciones.

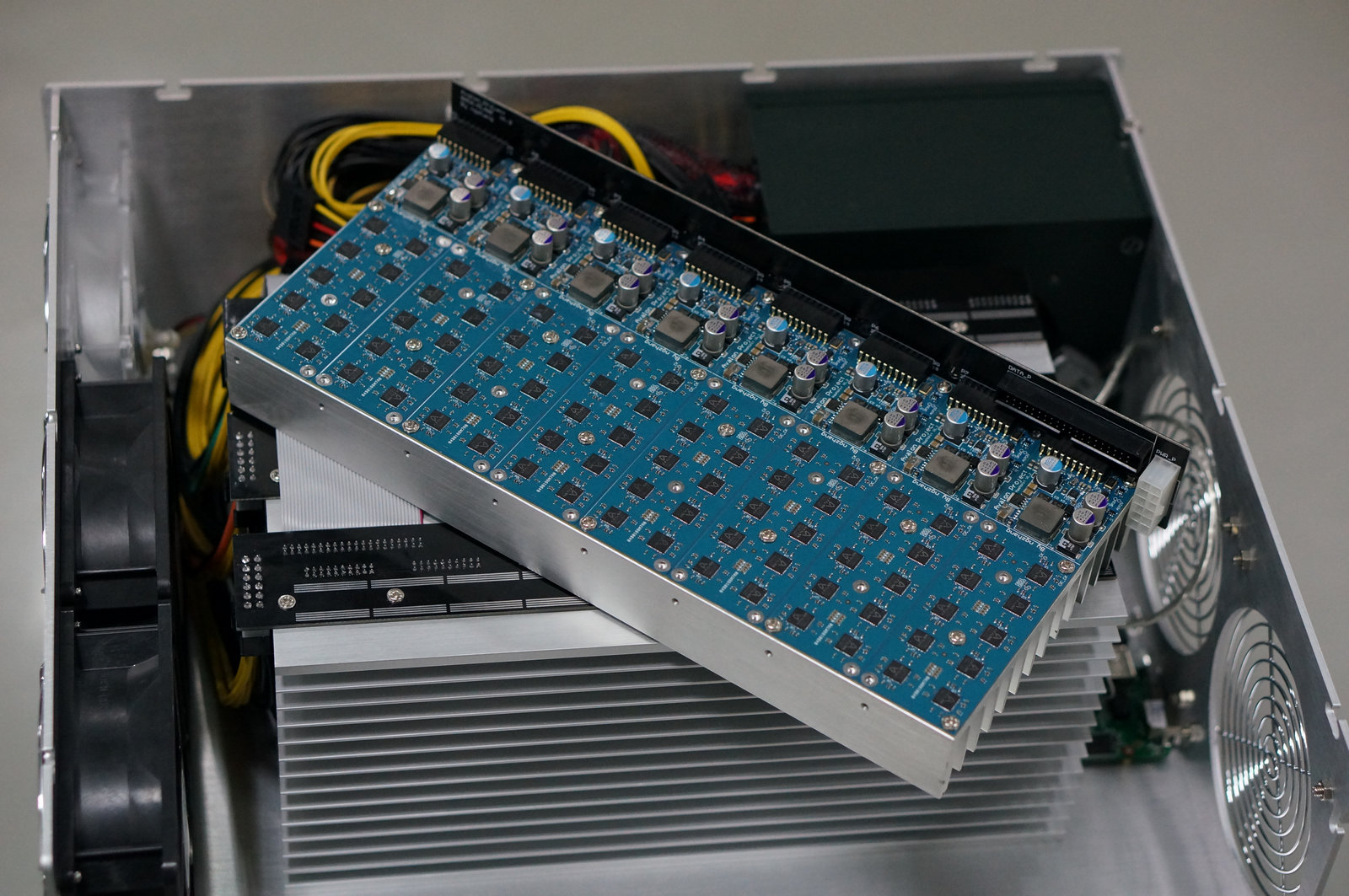
Máquina minera basada en ASIC Avalon

### Bitcoins minados

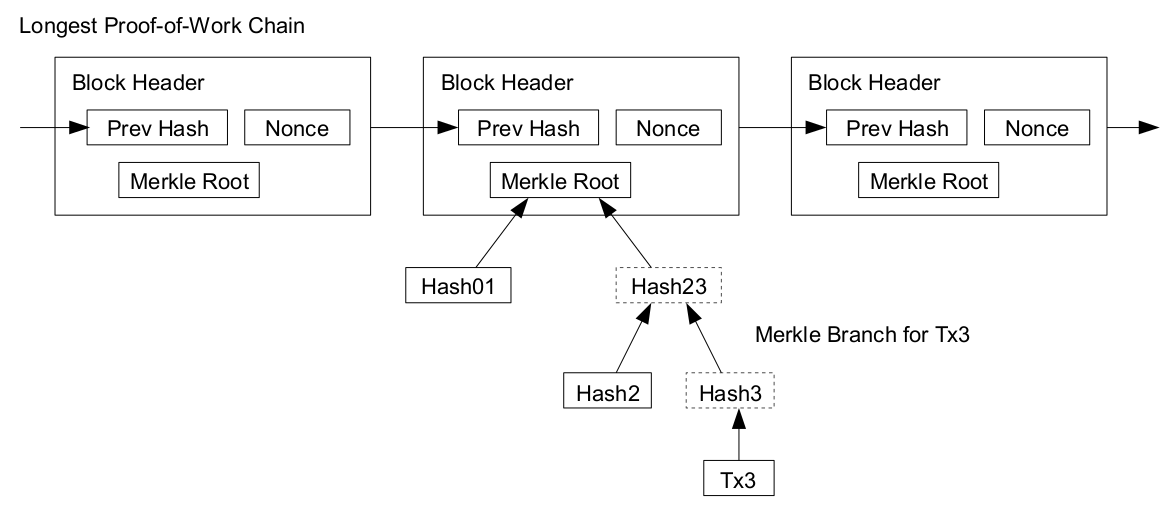
Diagrama que muestra cómo se verifican las transacciones de Bitcoin

Por convención, la primera transacción en un bloque es una transacción especial que produce nuevos bitcoins propiedad del creador del bloque. Éste es el incentivo para que los nodos apoyen la red. Proporciona una manera de poner en circulación nuevos bitcoins. La recompensa por minar se reduce a la mitad cada 210.000 bloques. Comenzó con 50 bitcoins, bajó a 25 a finales de 2012 y a 6,25 bitcoins en 2020. El halving más reciente, que ocurrió el 20 de abril de 2024 a las 12:09 a. m. UTC (con el bloque número 840 000), redujo la recompensa del bloque a 3,125 bitcoins. Se espera que el próximo halving ocurra en 2028, cuando la recompensa por bloque caerá a 1,625 bitcoins. Este proceso de reducción a la mitad está programado para continuar un máximo de 64 veces antes de que cese la creación de nuevas monedas.

## Verificación de pago
Cada minero puede elegir qué transacciones se incluyen o se eximen de un bloque. Un mayor número de transacciones en un bloque no equivale a una mayor potencia computacional requerida para resolver ese bloque.
Como se señala en el documento técnico de Nakamoto, es posible verificar los pagos de Bitcoin sin ejecutar un nodo de red completo (verificación de pago simplificada, SPV). Un usuario sólo necesita una copia de los encabezados de bloque de la cadena más larga, que están disponibles consultando los nodos de la red hasta que sea evidente que se ha obtenido la cadena más larga; luego, obtener la rama del árbol Merkle que vincula la transacción a su bloque. Vincular la transacción a un lugar en la cadena demuestra que un nodo de red la ha aceptado, y los bloques agregados después establecen aún más la confirmación.

## Características del protocolo

### Seguridad
Se han considerado varios ataques potenciales a la red Bitcoin y su uso como sistema de pago, reales o teóricos. El protocolo Bitcoin incluye varias características que lo protegen contra algunos de esos ataques, como el gasto no autorizado, el gasto doble, la falsificación de bitcoins y la manipulación de la cadena de bloques. Otros ataques, como el robo de claves privadas, requieren el debido cuidado por parte de los usuarios.

#### Gastos no autorizados
El gasto no autorizado se mitiga mediante la implementación de la criptografía de clave pública-privada en Bitcoin. Por ejemplo, cuando Alice envía un bitcoin a Bob, Bob se convierte en el nuevo propietario del bitcoin. Eva, al observar la transacción, podría querer gastar el bitcoin que Bob acaba de recibir, pero no puede firmar la transacción sin el conocimiento de la clave privada de Bob.

#### Doble gasto
Un problema específico que un sistema de pagos por Internet debe resolver es el doble gasto, mediante el cual un usuario paga la misma moneda a dos o más destinatarios diferentes. Un ejemplo de tal problema sería si Eva le enviara un bitcoin a Alicia y luego le enviara el mismo bitcoin a Bob. La red Bitcoin protege contra el doble gasto registrando todas las transferencias de Bitcoin en un libro de contabilidad (la cadena de bloques) que es visible para todos los usuarios y garantizando que todos los Bitcoins transferidos no hayan sido gastados previamente. : 4 

#### Condiciones de carrera
Si Eva ofrece pagarle a Alicia un bitcoin a cambio de bienes y firma una transacción correspondiente, todavía es posible que ella también cree una transacción diferente al mismo tiempo enviando el mismo bitcoin a Bob. Según las reglas, la red solo acepta una de las transacciones. Esto se llama condición de carrera, ya que existe una carrera entre los destinatarios para aceptar primero la transacción. Alice puede reducir el riesgo de una condición de carrera al estipular que no entregará los bienes hasta que el pago de Eve a Alice aparezca en la cadena de bloques.
Una confición de carrera variante (que se ha denominado ataque Finney en referencia a Hal Finney) requiere la participación de un minero. En lugar de enviar ambas solicitudes de pago (para pagar a Bob y a Alice con las mismas monedas) a la red, Eve emite solo la solicitud de pago de Alice a la red, mientras que el cómplice intenta minar un bloque que incluya el pago a Bob en lugar de a Alice. Existe una probabilidad positiva de que el minero deshonesto tenga éxito antes que la red, en cuyo caso el pago a Alice será rechazado. Al igual que con la condición de carrera simple, Alice puede reducir el riesgo de un ataque Finney esperando a que el pago se incluya en la cadena de bloques.

#### Modificación del historial
Cada bloque que se agrega a la cadena de bloques, comenzando con el bloque que contiene una transacción determinada, se denomina confirmación de esa transacción. Lo ideal sería que los comerciantes y servicios que reciben pagos en bitcoin esperen a que se distribuyan al menos algunas confirmaciones a través de la red antes de asumir que el pago se realizó. Cuanto más confirmaciones espere el comerciante, más difícil será para un atacante revertir con éxito la transacción, a menos que el atacante controle más de la mitad de la potencia total de la red, en cuyo caso se denomina ataque del 51% o ataque mayoritario. Aunque es más difícil para los atacantes de menor tamaño, puede haber incentivos financieros que hagan que los ataques de modificación del historial sean rentables.

### Escalabilidad

Número de transacciones por mes

El problema de escalabilidad de Bitcoin refiere a la discusión respecto a los límites de procesamiento de transacciones de la red Bitcoin (BTC).
Esto se relaciona a que la actualización de los registros en la blockchain (realizados mediante el minado de nuevos bloques) están limitados en medida y frecuencia.
Los bloques de Bitcoin contienen las transacciones de la red, y la el de procesamiento de transacciones está limitado por dos factores:
- El tiempo de creación de los bloques (10 minutos en promedio).
- El tamaño máximo de los bloques creados (alrededor de 1 MB; potencialmente 4 MB en caso de bloques llenos de transacciones SegWit).

La capacidad de procesamiento de la red estimada usando un tamaño de transacción promedio o mediano sería de entre 3,3 y 7 transacciones por segundo.
En caso de estimaciones usando un tamaño mínimo tanto en complejidad y tamaño el número ascendería a unas 27 transacciones por segundo.
Existen varias soluciones propuestas e implementadas con el fin de abordar esta cuestión. También existen bifurcaciones del protocolo que cuentan con una red propia y una hoja de ruta independiente, así como una capacidad mayor (32 MB por bloque), como Bitcoin Cash, que se bifurcó de la red Bitcoin por un conflicto relacionado con este debate.

### Privacidad

#### Desanonimización de los clientes
La desanonimización es una estrategia de minería de datos en la que los datos anónimos se cruzan con otras fuentes de datos para volver a identificar la fuente de datos anónimos. Junto con el análisis de gráficos de transacciones, que puede revelar conexiones entre direcciones de bitcoin (seudónimos), existe un posible ataque que vincula el seudónimo de un usuario a su dirección IP. Si el par usa Tor, el ataque incluye un método para separar al par de la red Tor, obligándolo a usar su dirección IP real para cualquier transacción futura. Se estimó que el coste del ataque a toda la red Bitcoin fue inferior a 1.500 euros al mes en 2014.